# 奧羅拉鎮區 (堪薩斯州克勞德縣)
奧羅拉鎮區（英語：Aurora Township）為位在美國堪薩斯州克勞德縣的鎮區。2010年美国人口普查中該鎮區人口有120人。

## 歷史
奧羅拉鎮區於1872年設立。

## 地理
奧羅拉鎮區涵蓋面積93.72平方（36.19平方英里），境內設有一座城市：奧羅拉。

### 墓園
根據美國地質調查局的資料，此鎮區擁有2座墓園：
- 普林斯維爾墓園（Princeville Cemetery）
- 聖彼得斯墓園（Saint Peters Cemetery）

## 人口統計
根據2010年美國人口普查，奧羅拉鎮區人口有120人，人口密度為1.28人/平方公里。此鎮區居民之種族有97.5%為白人；0%為非裔美洲人；1.67%為美洲原住民；0%為亞洲人；0%為太平洋島民；0.83%為其他種族；另外有0%為混血種族。而西班牙裔或拉丁裔美洲人佔此鎮區人口的0.83%。

## 外部連結
- US-Counties.com
- City-Data.com （页面存档备份，存于）